# Sobor
Sobor község Magyarországon, Nyugat-Dunántúl régióban, Győr-Moson-Sopron vármegyében, a Csornai járásban.

## Fekvése
Sobor a Rábaköz déli részén, a Rába partján, Győrtől 47 kilométerre délnyugatra, Szanytól 7 kilométerre keletre található.
A településre közúton két irányból lehet bejutni: Tét vagy Csorna felől Egyed községen át, Szany felől pedig Rábaszentandráson keresztül, mindkét irányban a 8424-es számú úton.
A falut keletről a Rába határolja, északnyugati szélén pedig a Tákó-patak – hivatalos nevén a Sebes-Sobori-csatorna – folyik. A Rába áradása ellen magas, széles töltés védi, az eszteru, amelyen, ha kinyitják a sorompókat, akár autóval is lehet közlekedni.

## Története
Az első oklevél, amely a falu nevét (Sobur) említi, 1314-ben kelt, s arról tudósít, hogy "Osl nembeli Lőrinc" visszakapta Kőszegi Kakas Miklóstól.
A 16. században rövid ideig az Arany-balladából is ismert enyingi Török Bálint birtokolta, de 1549-ben a törökök elpusztították.
A 18. századtól sorsa összefonódott a szomszédos Egyed községével: előbb a Festetics család tulajdonába került, majd a 19. század közepén a Batthyányaké, a század végén pedig Stern (1885-től Egyedi) Artúré lett.
A 18-19. században a soboriak (helyi tájszólással "sobriak") főleg állattenyésztéssel és halászattal foglalkoztak, de vízimalmaik is voltak a Rábán. Az Egyedre vivő országút mellett terül el a hajdan makkoltató disznótartás céljából telepített erdő, a Pagony. Itt volt kanász, innét származott el Pap István, a 19. századi hírhedt betyárvezérnek, Sobri Jóskának az apja.
Az 1848–49-es szabadságharcban nyolc sobori katona harcolt.
Az első világháborúban harmincketten, a másodikban huszonhárman haltak meg a falu lakói közül.

## Mai élete

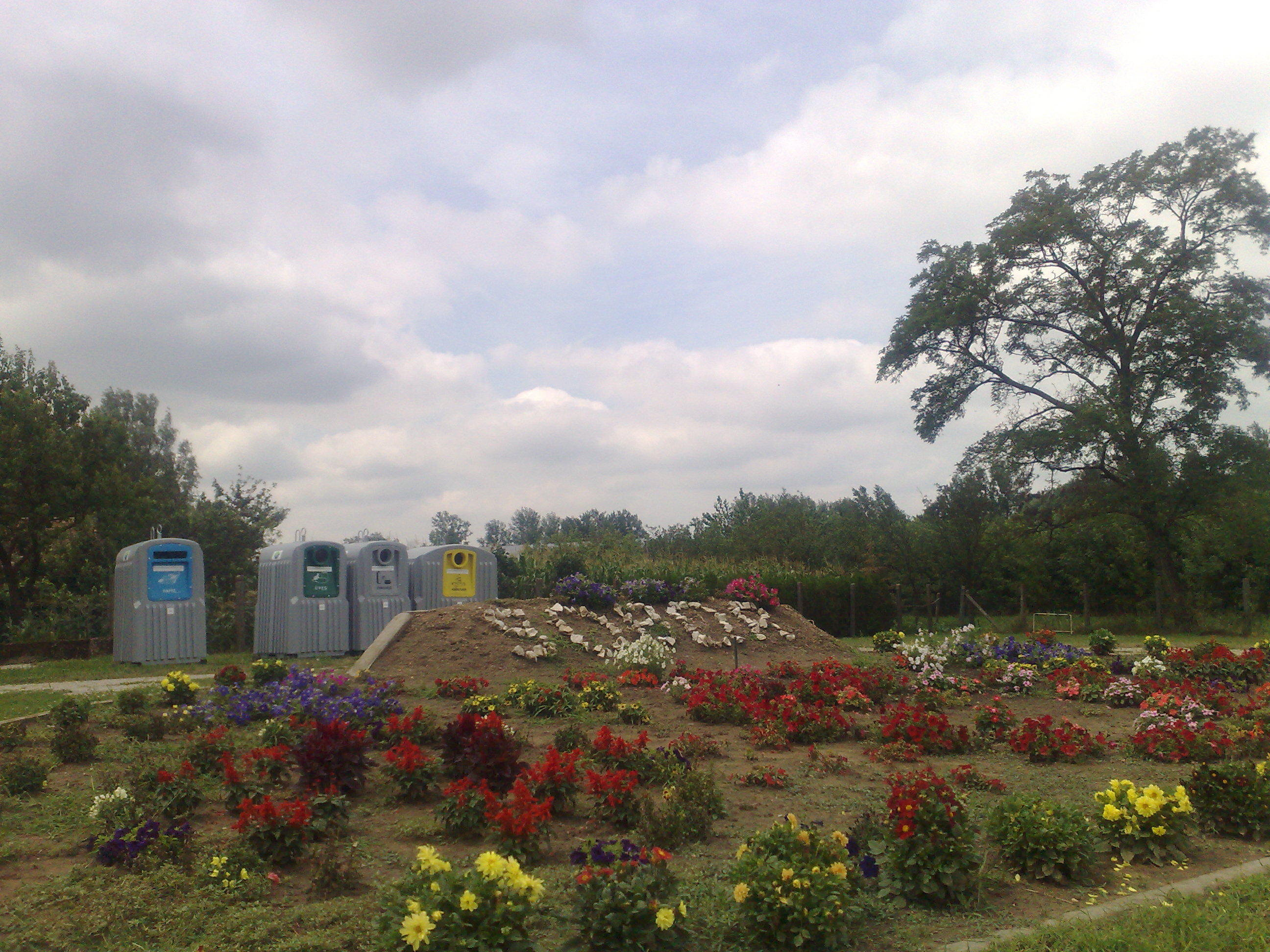
Szelektív hulladékgyűjtés

A II. világháborút követő földosztás keretében Sobor községben 330 katasztrális hold földet osztottak ki 175 családnak. Az 1950-es években megalakult termelőszövetkezet kezdetben 2 134 holdon önállóan gazdálkodott, majd 1974-ben egyesült a rábaszentandrásival, aztán 1991-ben ismét önállósodott. Napjainkban a földterület nagy részét egyéni gazdálkodók művelik.
A falu infrastruktúrája kiépült: villany, víz, csatorna, vezetékes gáz, telefon, aszfaltozott utak és járdák.
Kulturális életét behatárolja, hogy a fiatalok általában Téten vagy Győrben dolgoznak s rendszerint szórakozni is a városokba járnak. Ennek ellenére működik a faluban egy néptánccsoport, amely Péter-Pál napján (június 29-én) a búcsún minden évben eltáncolja a jellegzetes sobri verbunkost.
Az általános iskolát Szanyban végzik a gyerekek, középiskolába pedig általában Győrbe vagy Csornára járnak.
A csendes, folyóparti község az utóbbi években pihenni vágyó idegeneket is vonz, több család is berendezkedett a falusi turizmusra. Az 1990-es években egy kastélyszálló is épült a településen étteremmel, nyitott és fedett úszómedencével, teniszpályával.

## Közélete

### Polgármesterei
- 1990–1994: Id. Vikidár András (független)[6]
- 1994–1998: Vikidár András (független)[7]
- 1998–2002: Nemes László (független)[8]
- 2002–2006: Nemes László (független)[9]
- 2006–2010: Nemes László (független)[10]
- 2010–2014: Nemes László (független)[11]
- 2014–2019: Nemes László (független)[12]
- 2019–2024: Varga Attiláné (független)[13]
- 2024– : Varga Attiláné (független)[1]

## Népesség
A település népességének változása:
| Lakosok száma | 271  | 276  | 250  | 270  | 285  | 284  | 276  |
|               | 2013 | 2014 | 2015 | 2021 | 2022 | 2023 | 2024 |

A 2011-es népszámlálás során a lakosok 95,6%-a magyarnak, 0,4% cigánynak, 1,1% németnek mondta magát (3,7% nem nyilatkozott; a kettős identitások miatt a végösszeg nagyobb lehet 100%-nál). A vallási megoszlás a következő volt: római katolikus 67%, református 1,1%, evangélikus 21,6%, görögkatolikus 0,4%, felekezeten kívüli 4% (5,9% nem nyilatkozott).
2022-ben a lakosság 89,1%-a vallotta magát magyarnak, 3,5% németnek, 0,4% cigánynak, 0,4% szlováknak, 0,4% horvátnak, 2,8% egyéb, nem hazai nemzetiségűnek (9,1% nem nyilatkozott; a kettős identitások miatt a végösszeg nagyobb lehet 100%-nál). Vallásuk szerint 50,9% volt római katolikus, 15,8% evangélikus, 2,8% református, 1,4% görög katolikus, 0,7% egyéb keresztény, 0,4% egyéb katolikus, 2,8% felekezeten kívüli (25,3% nem válaszolt).

## Itt születtek, itt éltek
- Boros Rezső - kertészmérnök, egyetemi tanár 1925. január 2-án itt született.

## Látnivalók

### A Rába-part
Régen sokan még az egyedi és rábaszentandrási építkezésekhez is a Sobornál kialakított "kövécsvételtől" vitték a kavicsot. Ennek emlékét őrzi a falu szélén a töltésen átvezető méretes rézsű és a folyó sekélyebb partjához vivő széles földút.

### Galéria

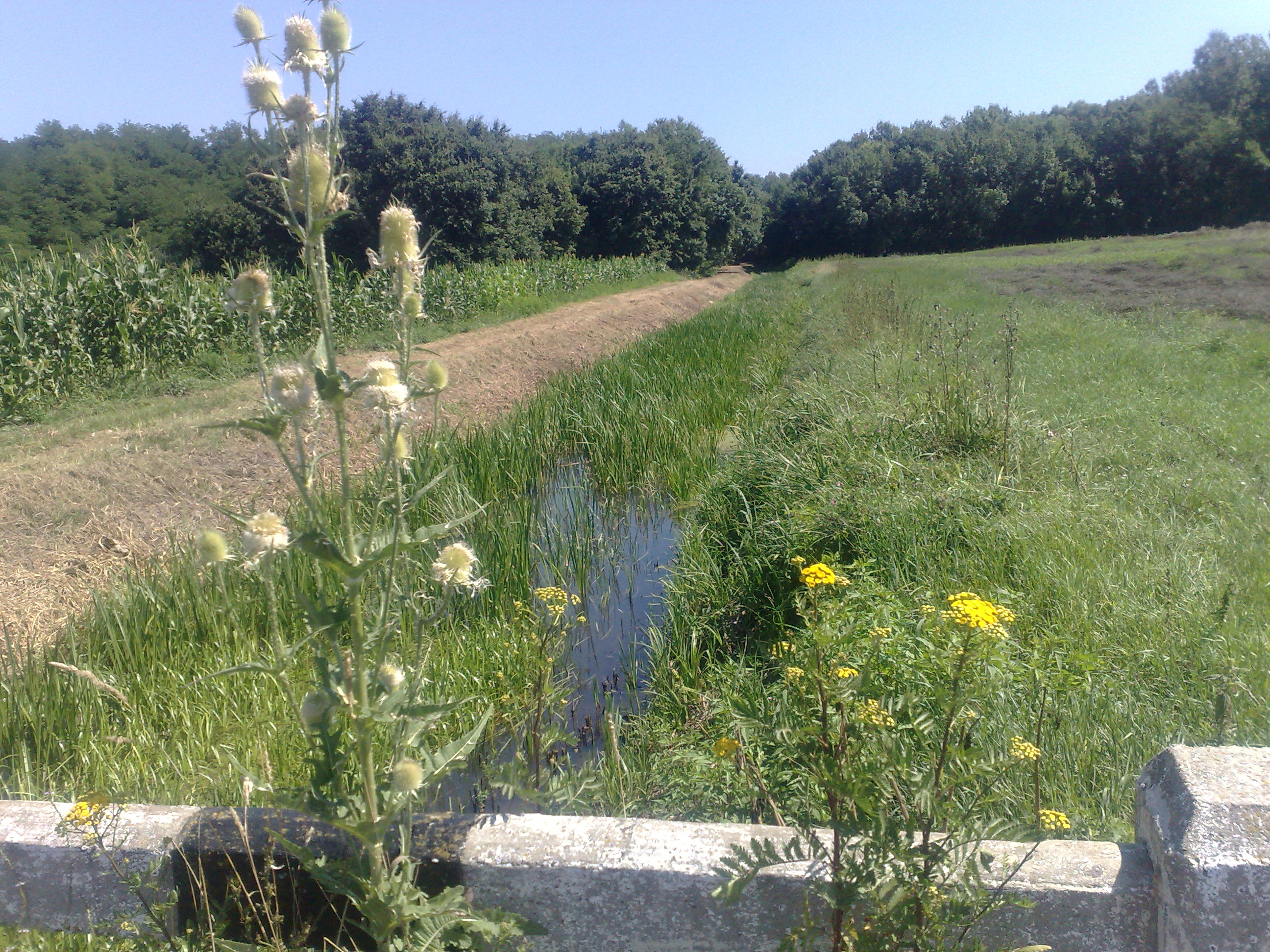
A Tákó-patak (Sebes-Sobori-csatorna)
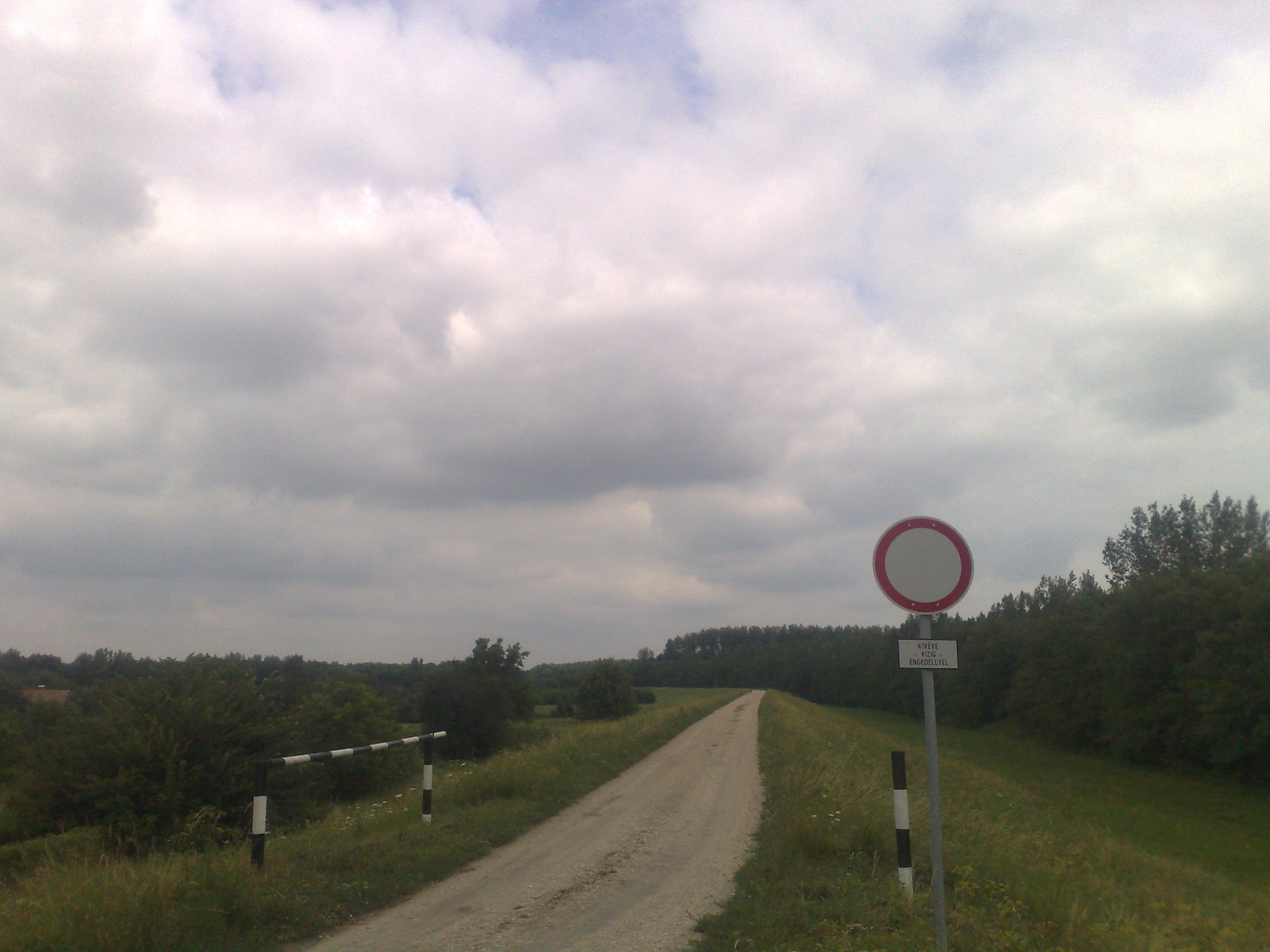
Az eszteru
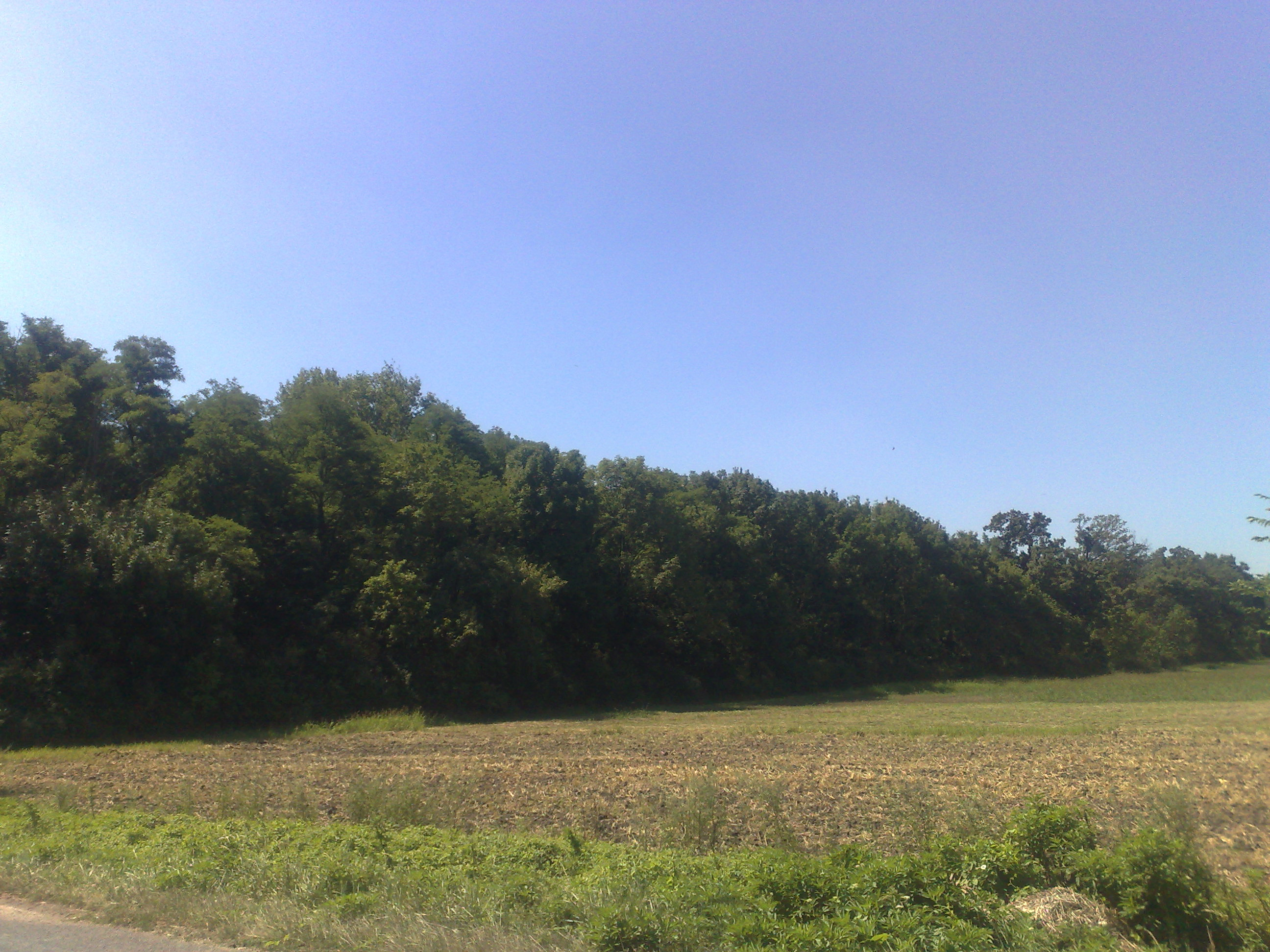
A Pagony
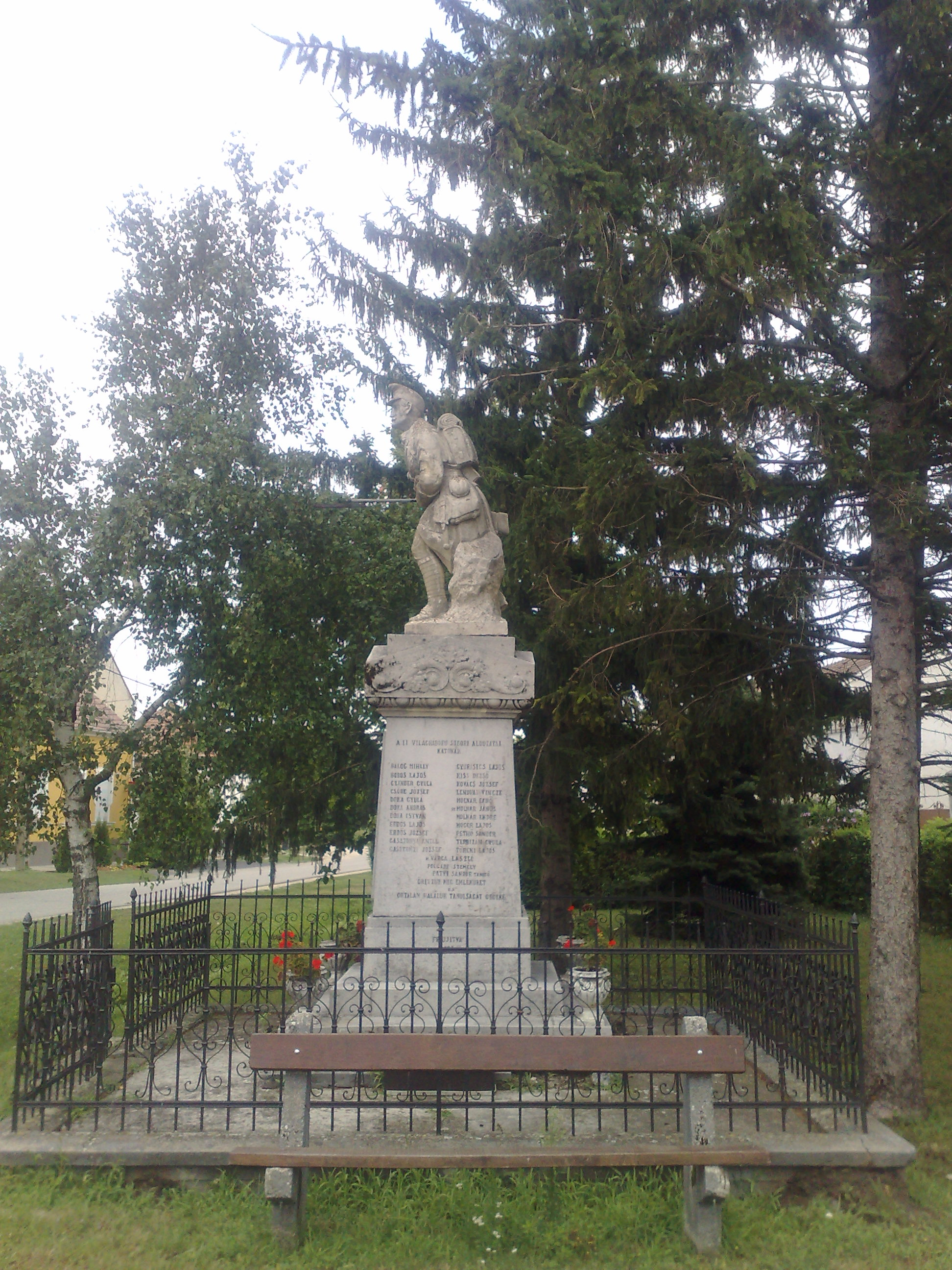
A világháborúk áldozatainak emlékműve
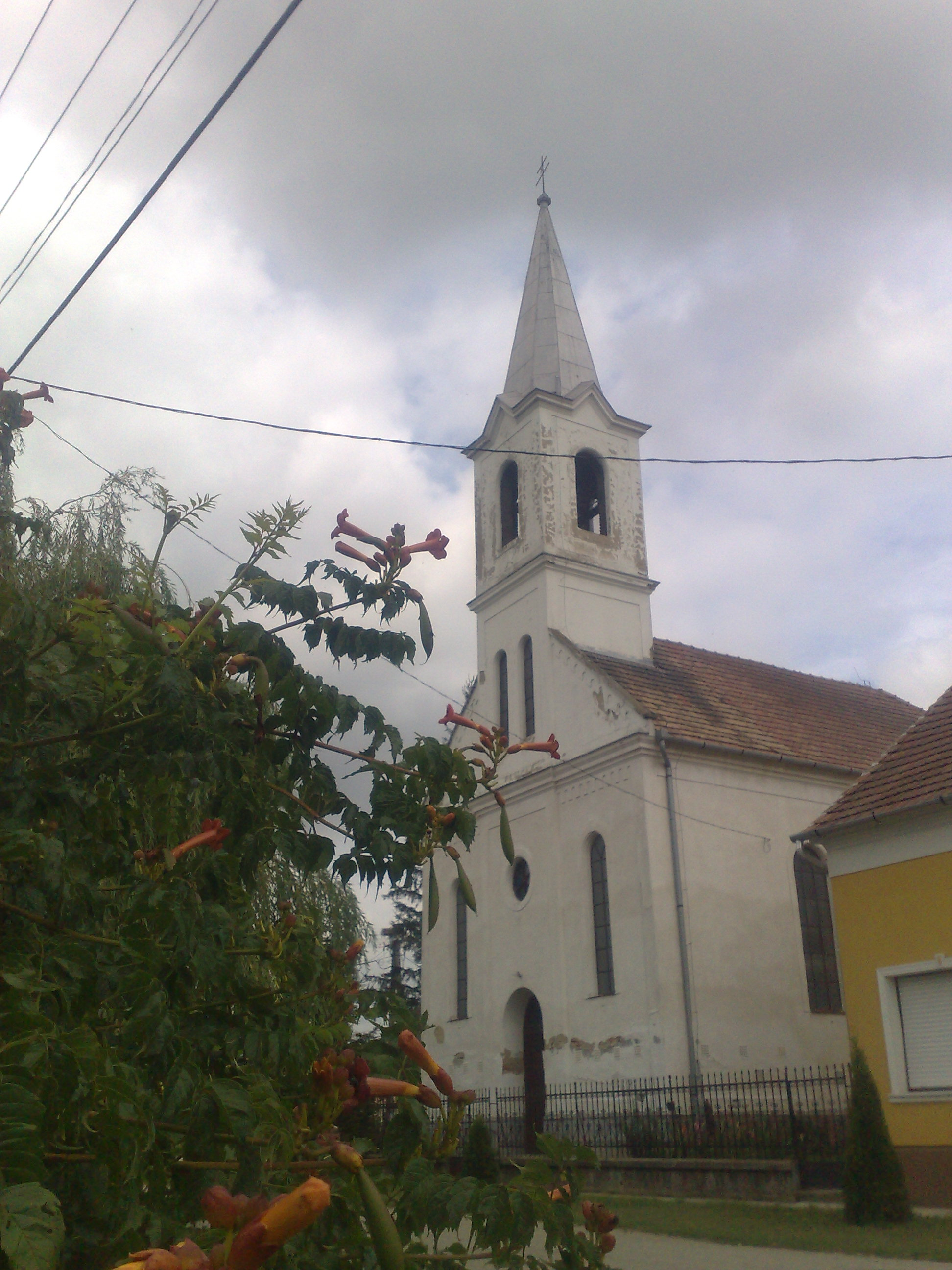
Az evangélikus templom (épült 1928-ban)
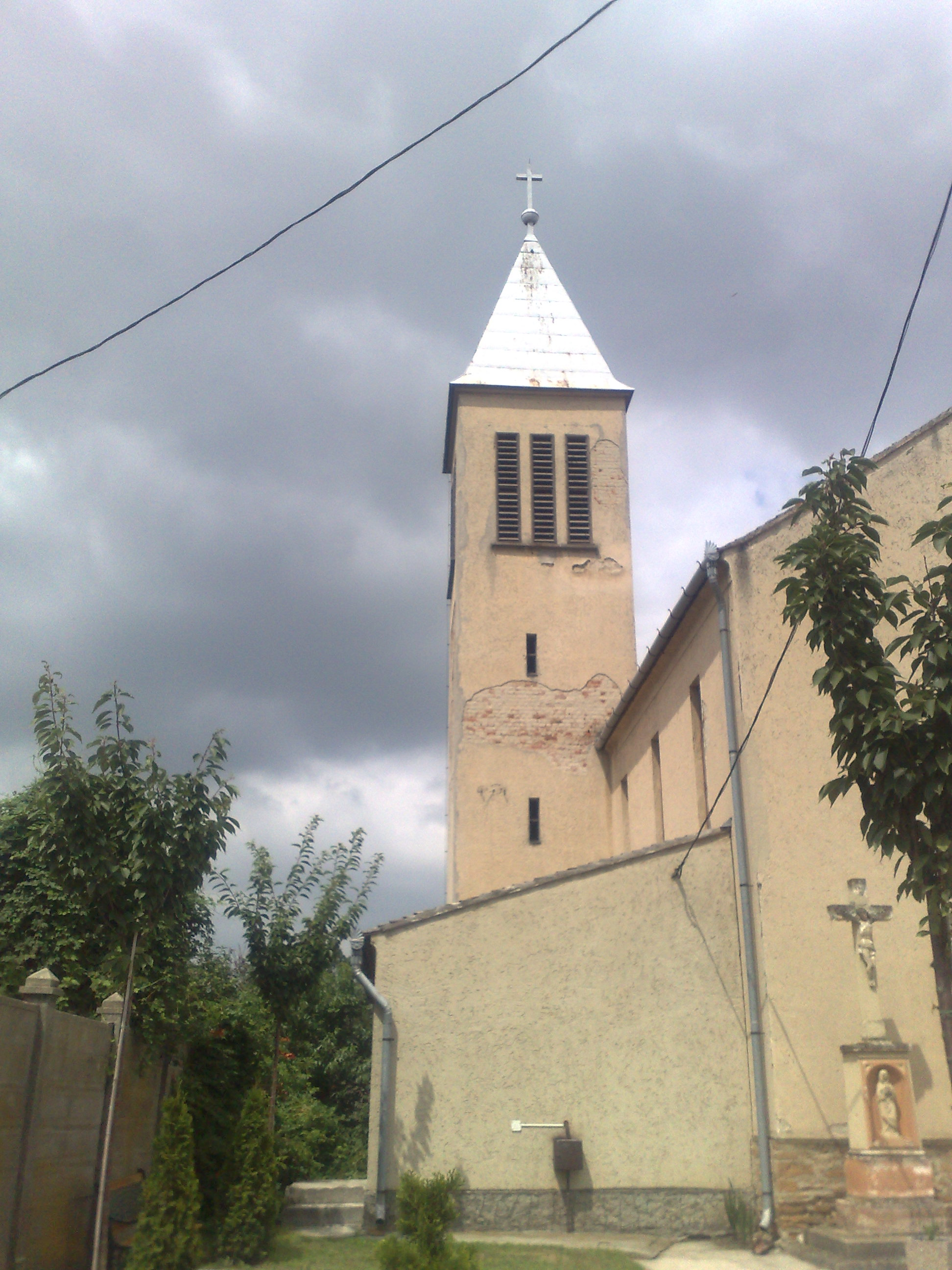
A római katolikus templom (épült 1939-ben)
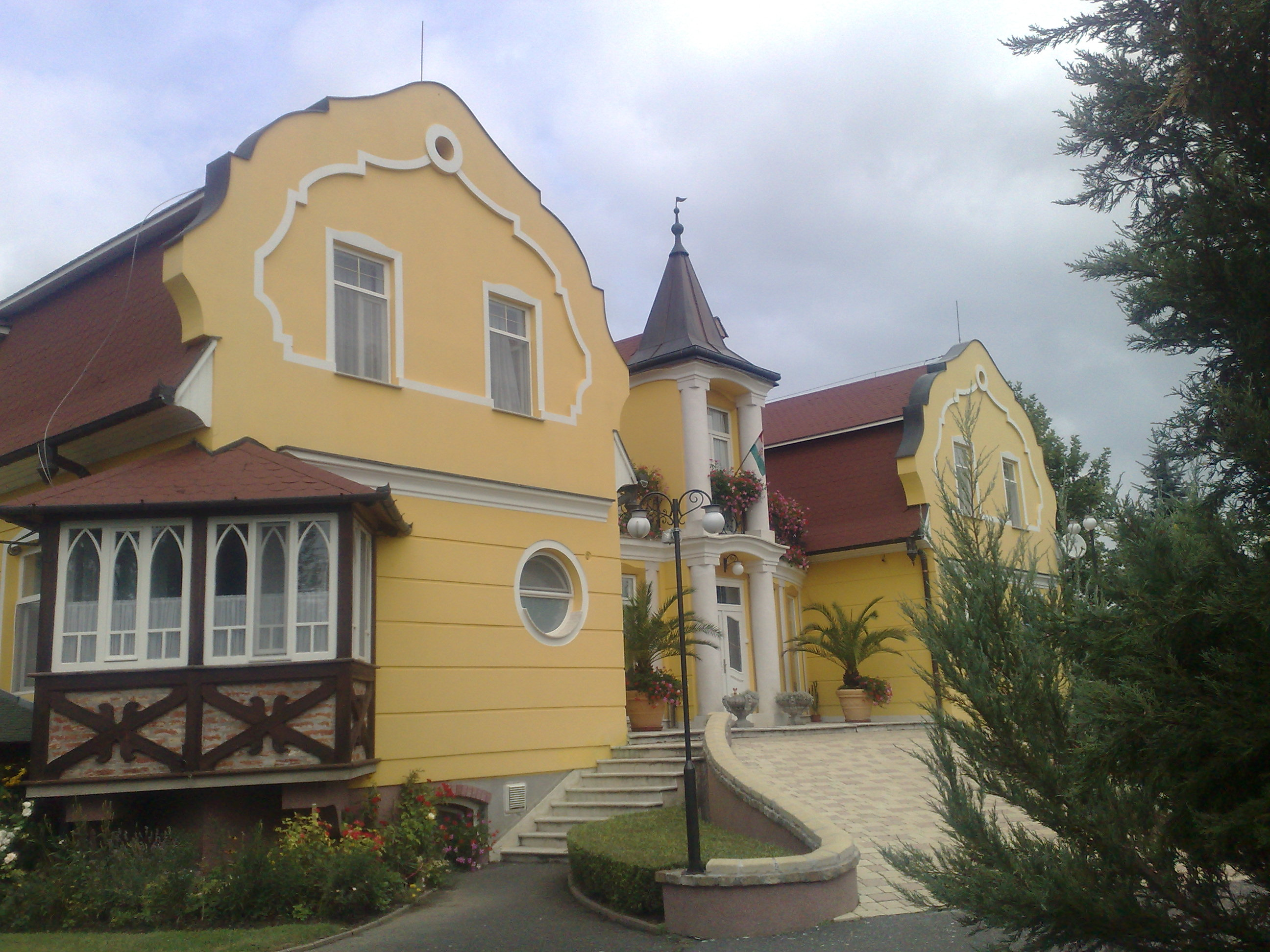
A kastélyszálló (épült az 1990-es években)

## Érdekességek
- A település nevét, és a vásárokra lábon hajtott állatok itatására alkalmas kútjának emlékét őrzi az ismert, minden bizonnyal több száz éve énekelt, Szélről legeljetek (helyi tájszólással "Szírül legeljetek") című népdal szövege:

```
„…
szili
 kút, 
szanyi
 kút, 
szentandrási
, sobri kút.”
```